# Plebejus irregularis
Plebejus irregularis är en fjärilsart som beskrevs av Tutt 1909. Plebejus irregularis ingår i släktet Plebejus och familjen juvelvingar. Inga underarter finns listade i Catalogue of Life.